# Gräberfeld von Kleinhadersdorf
Das Gräberfeld von Kleinhadersdorf wurde 1931 in der Flur Marchleiten, südlich der Ortschaft Kleinhadersdorf bei Poysdorf in Niederösterreich in Österreich angegraben. Dabei wurden 19 bandkeramische (5.500–4.900 v. Chr.) Gräber entdeckt. Im Zuge von Grabungen, die zwischen 1987 und 1991 erfolgten, konnten etwa 90 weitere Verfärbungen freigelegt werden, von denen 40 als sichere Gräber gelten. Dazu kommen Reste von vier Brandbestattungen. 
Bei dem wohl ursprünglich ungefähr 200 Bestattungen umfassenden Gräberfeld handelt es sich um das bisher größte der linienbandkeramischen Kultur in Österreich. Insgesamt konnten die Skelettreste von 62 Individuen geborgen werden. Es enthält Bestattungen von der Flombornphase (Tichy I/II) bis in die Phasen Šárka and Želiezovce.
Die Körperbestattungen wurden paläodemographisch und paläopathologisch untersucht. Der Schwerpunkt der Untersuchung lag in der Erfassung der durch Mangel hervorgerufenen Merkmale am Skelett und der Erkrankungen der Zähne. 
Hinweise auf Mangelkrankheiten konnten sowohl bei den erwachsenen als auch den subadulten Individuen der frühneolithischen Population gefunden werden. Die Skelette weisen Spuren von Osteoperiostitis (24,2 %), porotischer Hyperostose (27,4 %), Cribra orbitalia (Abbau der Deckknochenschicht im Dach der Augenhöhle, 3,2 %) und transversaler Schmelzhypoplasien (16,7 %) auf. 
Die Kariesfrequenz der Gesamtpopulation ist relativ hoch (45,2 %). 
Infektionskrankheiten (8 von 62 Individuen) und Anzeichen traumatischer Veränderungen (7 von 62) konnten nachgewiesen werden. Die unspezifischen Mangelzustände deuten auf eine saisonale unzureichende Ernährung innerhalb der Bevölkerung hin. Verglichen mit der frühneolithischen Serie von Asparn/Schletz zeigen die Skelette des Kleinhadersdorfer Gräberfeldes jedoch einen deutlich geringeren Anteil an Stressmerkmalen. Die Ergebnisse der Untersuchung einer frühneolithischen Population sprechen für einen allgemein guten Gesundheitszustand der prähistorischen Ackerbaugesellschaft.